# Giōrgos Oikonomidīs
Giōrgos Oikonomidīs (in greco: Γιώργος Οικονομίδης; Nicosia, 10 aprile 1990) è un calciatore cipriota, centrocampista dell'AEZ Zakakiou.

## Carriera

### Club
Ha sempre militato in squadra cipriote.

### Nazionale
Ha esordito con la nazionale Under-19 del suo paese nel 2006. Ha fatto parte per tre anni anche dell'Under-21 cipriota.

## Palmarès

### Club

#### Competizioni nazionali
- Coppa di Cipro: 1

APOEL: 2007-2008
- Supercoppa di Cipro: 2

APOEL: 2008, 2011
- Campionato cipriota: 2

APOEL: 2008-2009, 2012-2013